# ماغنوس هولمبرغ
ماغنوس هولمبرغ (بالسويدية: Magnus Holmberg)‏ هو متسابق يخت سويدي، ولد في 23 سبتمبر 1961 في غوتنبرغ في السويد.

## وصلات خارجية
- ماغنوس هولمبرغ على موقع أوليمبيديا (الإنجليزية)
- ماغنوس هولمبرغ على موقع اللجنة الأولمبية السويدية (السويدية)